# Cladopelma armeniaca
Cladopelma armeniaca är en tvåvingeart som först beskrevs av Chernovskij 1949.  Cladopelma armeniaca ingår i släktet Cladopelma och familjen fjädermyggor.
Artens utbredningsområde är Armenien. Inga underarter finns listade i Catalogue of Life.